# Asterohyptis
Asterohyptis é um gênero botânico da família Lamiaceae.

## Espécies
- Asterohyptis mociniana
- Asterohyptis seemanni
- Asterohyptis stellulata